# Lijst van afleveringen van Dad's Army
Dit is een lijst met afleveringen van de Engelse televisieserie Dad's Army. De serie telt 9 seizoenen. Een overzicht van alle afleveringen is hieronder te vinden.

## Seizoen 1
| Nr. | Titel aflevering                 | Nederlandse titel           | Uitzenddatum UK  |
| --- | -------------------------------- | --------------------------- | ---------------- |
| 1   | The Man and the Hour             | De oproep                   | 31 juli 1968     |
| 2   | Museum Piece                     | Het museumstuk              | 7 augustus 1968  |
| 3   | Command Decision                 |                             | 14 augustus 1968 |
| 4   | The Enemy Within the Gates       | De vijand binnen de poorten | 21 augustus 1968 |
| 5   | The Showing Up of Corporal Jones | Korporaal Jones in de bocht | 28 augustus 1968 |
| 6   | Shooting Pains                   |                             | 4 september 1968 |

## Seizoen 2
| Nr. | Titel aflevering                           | Nederlandse titel | Uitzenddatum UK |
| --- | ------------------------------------------ | ----------------- | --------------- |
| 1   | Operation Kilt                             | Operatie kilt     | 1 maart 1969    |
| 2   | The Battle of Godfrey's Cottage            |                   | 8 maart 1969    |
| 3   | The Loneliness of the Long Distance Walker |                   | 15 maart 1969   |
| 4   | Sgt. Wilson's Little Secret                |                   | 22 maart 1969   |
| 5   | A Stripe for Frazer                        |                   | 29 maart 1969   |
| 6   | Under Fire                                 |                   | 5 april 1969    |

## Seizoen 3
| Nr. | Titel aflevering                           | Nederlandse titel                      | Uitzenddatum UK   |
| --- | ------------------------------------------ | -------------------------------------- | ----------------- |
| 1   | The Armoured Might of Lance Corporal Jones | De pantserwagen van korporaal Jones    | 11 september 1969 |
| 2   | Battle School                              | De krijgsschool                        | 18 september 1969 |
| 3   | The Lion Has Phones                        | Telefoneren kun je leren               | 25 september 1969 |
| 4   | The Bullet Is Not for Firing               | Wel geschoten is soms ook misgeschoten | 2 oktober 1969    |
| 5   | Something Nasty in the Vault               | Gerommel met een bom (De blindganger)  | 9 oktober 1969    |
| 6   | Room at the Bottom                         |                                        | 16 oktober 1969   |
| 7   | Big Guns                                   | Zwaar geschut                          | 23 oktober 1969   |
| 8   | The Day the Balloon Went Up                | Het peloton en de ballon               | 30 oktober 1969   |
| 9   | War Dance                                  | Verliefd, verl...                      | 6 november 1969   |
| 10  | Menace from the Deep                       | Stap in de wereld...                   | 13 november 1969  |
| 11  | Branded                                    | Getekend voor het leven                | 20 november 1969  |
| 12  | Man Hunt                                   | Dierlijke versterking                  | 27 november 1969  |
| 13  | No Spring for Frazer                       | Ontwapend                              | 4 december 1969   |
| 14  | Sons of the Sea                            | Het ruime sop (Zonen van de zee)       | 11 december 1969  |

## Seizoen 4
| Nr. | Titel aflevering            | Nederlandse titel | Uitzenddatum UK   |
| --- | --------------------------- | ----------------- | ----------------- |
| 1   | The Big Parade              | Parade rammetje   | 25 september 1970 |
| 2   | Don't Forget the Diver      |                   | 2 oktober 1970    |
| 3   | Boots, Boots, Boots         |                   | 9 oktober 1970    |
| 4   | Sergeant - Save My Boy!     |                   | 16 oktober 1970   |
| 5   | Don't Fence Me In           |                   | 23 oktober 1970   |
| 6   | Absent Friends              |                   | 30 oktober 1970   |
| 7   | Put That Light Out          |                   | 6 november 1970   |
| 8   | The Two and a Half Feathers |                   | 13 november 1970  |
| 9   | Mum's Army                  |                   | 20 november 1970  |
| 10  | The Test                    |                   | 27 november 1970  |
| 11  | A. Wilson (Manager)?        |                   | 4 december 1970   |
| 12  | Uninvited Guests            |                   | 11 december 1970  |
| 13  | Fallen Idol                 |                   | 18 december 1970  |
| 14  | Battle of the Giants        |                   | 27 december 1971  |

## Seizoen 5
| Nr. | Titel aflevering                         | Uitzenddatum UK  |
| --- | ---------------------------------------- | ---------------- |
| 1   | Asleep in the Deep                       | 6 oktober 1972   |
| 2   | Keep Young and Beautiful                 | 13 oktober 1972  |
| 3   | A Soldier's Farewell                     | 20 oktober 1972  |
| 4   | Getting the Bird                         | 27 oktober 1972  |
| 5   | The Desperate Drive of Corporal Jones    | 3 november 1972  |
| 6   | If the Cap Fits                          | 10 november 1972 |
| 7   | The King Was in His Counting House       | 17 november 1972 |
| 8   | All Is Safely Gathered In                | 24 november 1972 |
| 9   | When Did You Last See Your Money?        | 1 december 1972  |
| 10  | Brain Versus Brawn                       | 8 december 1972  |
| 11  | A Brush with the Law                     | 15 december 1972 |
| 12  | Round and Round Went the Great Big Wheel | 22 december 1972 |
| 13  | Time on My Hands                         | 29 december 1972 |

## Seizoen 6
| Nr. | Titel aflevering                 | Uitzenddatum UK  |
| --- | -------------------------------- | ---------------- |
| 1   | The Deadly Attachment            | 31 oktober 1973  |
| 2   | My British Buddy                 | 7 november 1973  |
| 3   | The Royal Train                  | 14 november 1973 |
| 4   | We Know Our Onions               | 21 november 1973 |
| 5   | The Honourable Man               | 28 november 1973 |
| 6   | Things That Go Bump in the Night | 5 december 1973  |
| 7   | The Recruit                      | 12 december 1973 |

## Seizoen 7
| Nr. | Titel aflevering     | Uitzenddatum UK  |
| --- | -------------------- | ---------------- |
| 1   | Everybody's Trucking | 15 november 1974 |
| 2   | A Man of Action      | 22 november 1974 |
| 3   | Gorilla Warfare      | 29 november 1974 |
| 4   | The Godiva Affair    | 6 december 1974  |
| 5   | The Captain's Car    | 13 december 1974 |
| 6   | Turkey Dinner        | 23 december 1974 |

## Seizoen 8
| Nr. | Titel aflevering              | Uitzenddatum UK   |
| --- | ----------------------------- | ----------------- |
| 1   | Ring Dem Bells                | 5 september 1975  |
| 2   | When You've Got to Go         | 12 september 1975 |
| 3   | Is There Honey Still for Tea? | 19 september 1975 |
| 4   | Come In, Your Time Is Up      | 26 september 1975 |
| 5   | High Finance                  | 3 oktober 1975    |
| 6   | The Face on the Poster        | 10 oktober 1975   |
| 7   | My Brother and I              | 26 december 1975  |
| 8   | The Love of Three Oranges     | 26 december 1976  |

## Seizoen 9
| Nr. | Titel aflevering           | Uitzenddatum UK |
| --- | -------------------------- | --------------- |
| 1   | Wake-Up Walmington         | 2 oktober 1977  |
| 2   | The Making of Private Pike | 9 oktober 1977  |
| 3   | Knights of Madness         | 16 oktober 1977 |
| 4   | The Miser's Hoard          | 23 oktober 1977 |
| 5   | Number Engaged             | 30 oktober 1977 |
| 6   | Never Too Old              | 6 november 1977 |